# Соколовський Олег Миколайович
Соколовський Олег Миколайович — заслужений тренер України, суддя національної категорії з легкої атлетики, віце-президент Федерації легкої атлетики України

## Біографія
Народився 22.08.1961 у місті Олександрія. Навчався в Кіровоградському державному педагогічному інституті ім. О. С. Пушкіна у 1981–1985 роках. У 1985–2000р — тренер Знам'янської ДЮСШ.
З дитячого віку самостійно займався спринтерським бігом. Особистий рекорд: 100 метрів за 10,9 с.

### Сімейний статус
Неодружений, має доньку.[джерело?]

## Спортивна кар'єра
У 1996–2004 роках — головний тренер збірної Кіровоградської області з легкої атлетики. З 2002 року — старший тренер параолімпійської збірної України з легкоатлетичних метань. У 2004–2012 роках — директор спеціальної дитячо-юнацької школи олімпійського резерву «Надія».
Один із засновників Федерації легкої атлетики України, з 2004 року — її віце-президент.

## Почесні звання і нагороди
- «Заслужений тренер України» (2004)[джерело?]
- Почесна грамота Кабінету Міністрів України (2004)[1]
- «Заслужений працівник фізичної культури і спорту України» (2008)[джерело?]
- Медаль «За працю і звитягу» (2012)[2]

## Вихованці

### Паралімпійці
- Мальчик Алла — заслужений майстер спорту, бронзова параолімпійська призерка в штовханні ядра (Афіни, Літні Паралімпійські ігри 2004), Олімпійська чемпіонка]] у штовханні ядра та бронзова призерка в метанні диску (Пекін, Літні Паралімпійські ігри 2008). Чемпіонка та рекордсменка Світу та Європи зі штовхання ядра.
- Мисник Настя — заслужений майстер спорту, срібна параолімпійська призерка зі штовхання ядра (Лондон,Літні Паралімпійські ігри 2012), призерка Чемпіонатів Світу та Європи.

### Легка атлетика
- Баранов Роман — майстер спорту, учасник Чемпіонату Європи серед юніорів (Фінляндія, 2003 р.).[джерело?]
- Козіна Марина — кандидат в майстри спорту, призерка Чемпіонату України серед юнаків.[джерело?]
- Турлюн Н., Літовка О., Колаг О. — призери юнацького Чемпіонату України.[джерело?]